# Bulbophyllum diploncos
Bulbophyllum diploncos là một loài phong lan thuộc chi Bulbophyllum.